# Esporte Clube Bahia
Esporte Clube Bahia je brazilski nogometni klub iz Salvadora u Bahiji. Poznat pod kraćim imenom Bahia. Osnovan je 1. siječnja 1931. godine. Bahia se natječe u Campeonato Baiano, prvenstvu brazilske savezne države Bahia i u  Campeonato Brasileiro Série A, brazilskoj nacionalnoj ligi. 
Bahia je dvaput osvojila Brasileirão: sezone 1959., pobijedivši Santosove Santásticose u kojima su igrali velikani nogometa poput Gilmara, Maura, Mengálvia, Coutinha, Pepea i Peléa, i u finalu sezone 1988. Bahia bili su bolji od Internacionala. U Copi Libertadores igrala je samo triput, a najdalje je došla 1989. kad je došla do četvrtzavršnice. Bahia je osvojila prvenstvo svoje savezne države rekordna 44 puta.
2000-te su bile mračno doba za Bahiju. Osvojila je samo jedno državno prvenstvo. K tome je 2003. ispala u Série B, a onda 2005. ispala je u Série C. Dvije je godine provela na dnu brazilskog ligaškog sustava. 2007. vratili su se u drugi razred brazilskog nogometa te se nakon velikog pohoda 2010. vratio u Série A nakon osam sezona. Bahia je od 1951. domaće utakmice igrala na stadionu Fonte Nova koji je bio kapaciteta 66.080 gledatelja. Nakon nesreće koja se zbila na stadionu 2007. godine, Tricolor je igrao utakmice na stadionu Pituaçu. Bahijina Fonte Nova ponovo je otvorena 2013. kao Arena Fonte Nova, suvremena arena sagrađena za svjetsko prvenstvo 2014. i Bahia se vratila na staro mjesto. Tradicionalni domaći dres su bijela majica, plave hlačice i crvene čarape. Dugogodišnji rival Bahije je protivnik iz iste savezne države, Esporte Clube Vitória. Dvoboji između ovih dvaju klubova poznati su kao Ba–Vi.

## Titule
Seniorske titule.

### National
- Série A

prvak (2): 1959., 1988.
doprvak (2): 1961., 1963.
- Série C

doprvak (1): 2007.

### Regionalne
- Copa Nordeste:

prvak (2): 2001., 2002.
doprvak (2): 1997., 1999.
- Taça Norte-Nordeste:

prvak (3): 1959., 1961., 1963.
doprvak (3): 1960., 1962., 1968.
- Torneio dos Campeões do Nordeste:

prvak (1): 1948.

### Savezna država Bahia
- Campeonato Baiano

prvak (45): 1931., 1933., 1934., 1936., 1938., 1940., 1944., 1945., 1947., 1948., 1949., 1950., 1952., 1954., 1956., 1958., 1959., 1960., 1961., 1962., 1967., 1970., 1971., 1973., 1974., 1975., 1976., 1977., 1978., 1979., 1981., 1982., 1983., 1984., 1986., 1987., 1988., 1991., 1993., 1994., 1998., 1999., 2001., 2012., 2014.
doprvak (19): 1941., 1955., 1957., 1963., 1964., 1969., 1972., 1985., 1989., 1992., 1997., 2000., 2004., 2005., 2007., 2008., 2009., 2010., 2013., 2014.
- Taça Estado da Bahia

prvak (3): 2000., 2002., 2007.
doprvak (2): 2004., 2006.
- Torneio Início

prvak (9): 1931., 1932., 1934., 1937., 1938., 1951., 1964., 1967., 1979.

## Vanjske poveznice
- Službene stranice
- Neslužbene stranice  Arhivirana inačica izvorne stranice od 30. kolovoza 2006. (Wayback Machine)